# Richard Hartenberger
Richard Hartenberger, född den 27 april 1911 i Wien, Österrike-Ungern, död den 28 oktober 1974 i Wien, Österrike, var en österrikisk Hauptsturmführer och tjänsteman vid Reichssicherheitshauptamt, Tredje rikets säkerhetsministerium. Han var en av Adolf Eichmanns medarbetare.

## Biografi
Hartenberger var till yrket litograf. Efter Anschluss, Nazitysklands annektering av Österrike i mars 1938, var han verksam vid Rikscentralen för judisk utvandring i Wien, som organiserade fördrivningen av österrikiska judar. I mars 1944 ockuperade Nazityskland Ungern. Hartenberger ingick då i Sondereinsatzkommando Eichmann som planerade och genomförde förintelsen av de ungerska judarna.
I slutet av april 1945 flydde Hartenberger till Salzkammergut tillsammans med Adolf Eichmann, Anton Burger, Otto Hunsche, Franz Novak och Alfred Slawik. Hartenberger gick under jorden och arbetade under antaget namn vid ett gods i närheten av Burgkirchen i norra Österrike. Han blev dock avslöjad och ställdes 1950 inför rätta i Wien. Domstolen dömde Hartenberger till nio månaders fängelse för misshandel och brott mot mänskligheten.